# Леса (футбольный клуб)
«Леса» (порт. Leça Futebol Clube) — португальский футбольный клуб из фрегезии Леса-да-Палмейра, являющейся частью муниципалитета Матозиньюш, округ Порту.

## История
Основан в 1912 году. В сезоне 1922/23 впервые сыграл в официальном соревновании, приняв участие в региональном чемпионате. В сезонах 1927/28—1931/32 участвовал в чемпионатах Португалии, проводившихся в формате кубка. Высшее достижение в этот период — выход в четвертьфинал в сезоне 1928/29. В эти годы, включая период до Первой мировой войны, во время которой клуб приостанавливал своё функционирование, сформировалось принципиальное противостояние с клубом «Лейшойнш».
В 1941 году команда пробилась в высший дивизион чемпионата Португалии, где провела один сезон, после чего следующее пришествие в топ-лигу состоялось более, чем через 50 лет. В 1990-х годах клуб «Леса» провёл три сезона в Примейре, а до этого участвовал в низших дивизионах, при этом в 1950-х годах успех имела молодёжная команда, побеждавшая в соревнованиях регионального уровня.
В начале 1990-х годов команда «Леса» последовательно повышалась (1991/92 — 2-е место в своей серии Терсейры, 1992/93 — 1-е место в зональном турнире Сегунды Б) и после двух сезонов в Сегунде перешла в высшую лигу благодаря победному сезону 1994/95. В сезонах 1995/96 и 1996/97 клуб занимал 14-е место, в сезоне 1997/98 — 12-е место, но по его окончании был понижен в классе не по спортивному принципу вследствие комплекса юридических и управленческих неурядиц. За клуб в этот период играли такие игроки как Сержиу Консейсау и Рикарду Карвалью.
По итогам сезона 2002/03, испытывая финансовые проблемы, клуб покинул Сегунду, и с тех пор играет в низших лигах, в том числе на региональном уровне (через год после вылета из Сегунды команда покинула и Сегунду Б, в третью лигу команда заглянула ещё на сезон 2007/08).
По итогам сезона 2020/21 команда получила право на переход в новообразованную Лигу 3, но из-за неполучения лицензии вследствие долгов налоговым органам не повысилась в классе, её место заняла команда, финишировавшая вслед за «Лесой». С 7 июня 2021 года клуб зарегистрирован как Leça Futebol SAD (Leça Futebol Clube — Futebol SAD).
В сезоне 2021/22 Кубка Португалии команда дошла до четвертьфинала (где проиграла «Спортингу» со счётом 0:4), повторив своё высшее достижении в этом турнире сезона 1994/95.
В сезоне 2022/23 в своей серии лиги чемпионата Португалии Леса заняла 9-е место из 14 команд-участниц, и так как зона вылета в том сезоне составляла 6 команд, «Леса» перешла в чемпионат окружной ассоциации.